# Tomaszewo (powiat aleksandrowski)
Tomaszewo – wieś w Polsce położona w województwie kujawsko-pomorskim, w powiecie aleksandrowskim, w gminie Bądkowo.

## Podział administracyjny
| 0858378 | Gawrony            | część wsi |
| 0858384 | Kolonia Kalinowska | część wsi |

W latach 1975–1998 miejscowość należała administracyjnie do województwa włocławskiego. Wieś sołecka – zobacz jednostki pomocnicze gminy Bądkowo w BIP.

## Historia
Słownik wymienia Tomaszewo jako kolonię w składzie dóbr Łowiczek, w roku 1885 było tu: 7 osad, 58 mieszkańców, 112 mórg gruntu (około 67,2 ha).